# Neptune's Daughter (film 1914)
Neptune's Daughter  è un film muto del 1914 diretto da Herbert Brenon.
Interpretato da Annette Kellerman, famosa nuotatrice australiana, è un film fantasy con protagonista l'oceano e la bella figlia del dio Nettuno. Tra gli altri interpreti, il catalogo A.F.I. segnala anche Guy Coombs, Marguerite Courtot e Francis Smith.

## Trama
La figlia di Nettuno, decisa a vendicare la morte della sorella presa nelle reti da pesca di William, il re di un paese situato in terraferma, si troverà davanti a un bivio quando, innamoratasi proprio di William, dovrà decidere se perseguire il suo progetto o abbandonarlo.

## Produzione
Il film fu prodotto dall'Universal Film Manufacturing Company e venne girato a Bermuda con un costo approssimativo di 50.000 dollari.

## Distribuzione
Distribuito dall'Universal Film Manufacturing Company, il film uscì nelle sale cinematografiche statunitensi il 25 aprile 1914. Il 2 ottobre 1921, il film venne presentato a Berlino.
Copie della pellicola sono conservate negli archivi del Gosfilmofond film (un solo rullo) e in quelli dello Screensound Australia.